# Richemont, Moselle
Richemont là một xã trong vùng Grand Est, thuộc tỉnh Moselle, quận Thionville-Ouest, tổng Fameck. Tọa độ địa lý của xã là 49° 16' vĩ độ bắc, 06° 10' kinh độ đông. Richemont nằm trên độ cao trung bình là m mét trên mực nước biển, có điểm thấp nhất là 152 mét và điểm cao nhất là 214 mét. Xã có diện tích 8,48 km², dân số vào thời điểm 1999 là 1879 người; mật độ dân số là 221 người/km².

## Thông tin nhân khẩu
| 1962  | 1968  | 1975  | 1982  | 1990  | 1999  |
| ----- | ----- | ----- | ----- | ----- | ----- |
| 2 220 | 3 010 | 2 095 | 1 776 | 1 769 | 1 879 |